# Renzo Pegoraro
Renzo Pegoraro (* 4. Juni 1959 in Padua) ist ein italienischer römisch-katholischer Geistlicher und Bioethiker. Seit Mai 2025 ist er Präsident der Päpstlichen Akademie für das Leben.

## Leben
Renzo Pegoraro studierte Medizin mit Schwerpunkt Chirurgie an der Universität Padua und wurde 1985 zum Dr. med. promoviert. Anschließend studierte er in Padua und Rom Philosophie und Katholische Theologie. Nach Empfang seiner Priesterweihe am 11. Juni 1989 graduierte er 1990 in Moraltheologie (Lizentiat) an der Päpstlichen Universität Gregoriana und studierte er Bioethik an der Katholischen Universität vom Heiligen Herzen in Rom und der Georgetown University in Washington DC. Nach einer Forschungstätigkeit am Kennedy Institute in Washington DC wurde er 1993 auf die Professur für Bioethik an der Theologischen Fakultät von Norditalien in Padua berufen. Zudem wurde er 1993 Generalsekretär der Fondazione Lanza in Padua, einem Zentrum für Studien in der Ethik, der Bioethik und der Umweltethik; seit 2001 ist er dessen Präsident. Er ist zudem Professor für Bioethik an der Medizinischen Fakultät der Universität Padua und der Theologischen Fakultät des Triveneto.
Im Jahr 1994 wurde er Präsident der Ethikkommission des Zentrums für Onkologie in Venetien berufen. Seit 1998 ist er Präsident der Kommission für Ethik in der Forschung an der Medizinischen Fakultät der Universität Padua. Von 2000 bis 2002 war er Mitglied des nationalen Rates für das Gesundheitswesen. Er ist Präsident der European Society for Philosophy of Medicine and Healthcare (ESPMH) und Präsidiumsmitglied des European Association of Centres of Medical Ethics (EACME).
2011 wurde er von Papst Benedikt XVI. zum Kanzler der Päpstlichen Akademie für das Leben ernannt; er übte dieses Amt auch unter Papst Franziskus ab Herbst 2016 weiter aus. Papst Leo XIV. ernannte ihn am 27. Mai 2025 zum Präsidenten der Päpstlichen Akademie für das Leben.
Renzo Pegoraro hat zahlreiche wissenschaftliche Beiträge über biomedizinische Ethik, insbesondere über Fragen der Religion im Kontext der Bioethik, Experimente an Menschen, Organtransplantation und Altenpflege veröffentlicht.

## Schriften
- Medical Humanities. Italian Perspectives. CLEUP (eBook) 2017, ISBN 978-88-6787-518-4.
- L’alba di una nuova vita, Booksprint (eBook) 2019, ISBN 978-88-249-2630-0.
- mit Kathleen D. Benton: Finding Dignity at the End of Life. A Spiritual Reflection on Palliative Care.,  Routledge 2020, ISBN 978-0-367-20658-1.
- mit Henk Ten Have: Bioethics, Healthcare and the Soul., Routledge 2023, ISBN 978-1-03-207603-4.
- mit Luciana Caenazzo, Lucia Mariani (Herausgeber): Introduction to Medical Humanities. Medicine and the Italian Artistic Heritage., Springer International Publishing 2023, ISBN 978-3-031-04921-7.